# Прелазни филаменти
Прелазни филаменти или интермедијерни филаменти су група протеинских нити (филамената) која чини део цитоскелета. Ово је група протеинских нити које су сличних ултраструктурних својстава, али су изграђене од различитих врста протеина. Имају улогу у пружању потпоре и заштити од истезања ћелије, а не учествују у покретима ћелије. Назив прелазини (интермедијерни) филаменти су добили због тога што им је пречник већи од микрофиламената, а мањи од пречника микротубула. Њихов пречник се креће од 8 до 10 nm. Њихово присуство је утврђено само у животињским ћелијама, али код њих су пронађени и у цитоплазми и у једру. Ова група филамената показује значајну разлику у врсти протеина који је изграђују, а такође и ткивну посебност. Углавном прожимају цитосол у виду мреже или снопова. Прелазни филаменти су најстабилнији део ћелијског скелета пошто се њихове протеинске подјединице не полимеризују нити деполимеризују. 
Познато је пет основних класа прелазних филамената:
1. кератински филаменти
2. дезмински
3. виментински
4. неурофиламенти
5. глијални филаменти

Прелазни филаменти се могу међусобно повезивати путем протеина као што су нпр. синемин, филагрин и плектин. Синемин помаже у стварању мрежа од дезминских филамената, плектрин стварању мрежа од виментинских филамената, док филагрин помаже у стварању снопова од кератинских филамената.

## Грађа
Сем тога што су приближно исте дебљине прелазни филаменти имају исту општу грађу. Подјединице прелазних филамената се састоје из три „дела“: централног језгра које сачињава α спирала, и два бочна дела (-C и N-). Централни део се састоји од 4 α спирале које су одвојене са 3 неспирализована сегмента.
Када се две подјединице удруже настаје димер. Он настаје тако што се две подјединице увијају једна око друге. Подјединице у димеру могу бити постављене паралелно (- део једне подјединице иде наспрам - дела друге подјединице) или антипаралелно (- део једне подјединице иде наспрам - дела друге подјединице). Уколико се посматра под електронским микроскопом димер изгледа као штапићаст молекул са лоптастим (глобуларним) доменима на крајевима.
Димери се бочно удружују и настаје тетрамер. Код тетрамера су димери антипаралелно оријентисани. Потом се тетрамери спајају крајевима те настаје протофиламент. Пар протофиламената се бочно удружује и настаје протофибрил. Коначно, повезивањем четири протофибрила настаје прелазни филамент.